# Zimovnikovskij rajon
Lo Zimovnikovskij rajon, in russo Зимовниковский район?, è un rajon dell'Oblast' di Rostov, nella Russia europea. Istituito nel 1924, il capoluogo è Zimovniki.